# Dromen (Frsh)
Dromen is een lied van de Nederlandse rapper Frsh. Het werd in 2023 als single uitgebracht.

## Achtergrond
Dromen is geschreven door James Kwame Nunes en geproduceerd door Willybeatsz en Struisbeats. Het is een nummer dat past in de genres nederhop en trap. In het lied rapt Frsh over zijn dromen en de dingen die hij in zijn leven doet om die dromen te bereiken.

## Hitnoteringen
De rapper had succes met het lied in de hitlijsten van Nederland. Het piekte op de 63e plaats van de Nederlandse Single Top 100 in de vijf weken dat het in deze hitlijst stond. Er was geen notering in de Nederlandse Top 40; het kwam hier tot de zestiende positie van de Tipparade. 